# پتکو سلاویکوو (روستا)
پتکو سلاویکوو (به بلغاری: Petko Slaveykov) یک منطقهٔ مسکونی در بلغارستان است که در سولیوو واقع شده‌است.